# Gustav Radde
Gustav Radde (Russisch: Густав Фердинанд Ричард Йоханнес фон Радде) (Tiegenhof, in Koninkrijk Pruisen, 27 november 1831 – Tiflis in Georgië, 5 maart 1903 ) was een Pruisisch/Russische ontdekkingsreiziger, geoloog en natuuronderzoeker. Hij werd vooral bekend om zijn onderzoekingen op het gebied van de flora, fauna en geologie in de Kaukasus en oprichter van het Kaukasisch Museum (het huidige Simon Dzjanasjia Museum) in Tbilisi.

## Biografie

### Jeugd en eerste onderzoekingen op de Krim
Radde was de zoon van een onbemiddelde schoolmeester. Na studie aan het gymnasium ging hij in de leer als apotheker (in die tijd meer het vak van verkoper van geneeskrachtige kruiden). In 1852 kreeg hij de kans om met steun van het Danziger Naturforschenden Gesellschaft een reis te maken naar de Krim om daar plantkundig onderzoek te doen. Hij verbleef daar drie jaar lang. Hij deed waarnemingen aan planten en dieren en legde een grote verzameling aan van gedroogde planten en zoölogisch specimens. Hij maakte ook een soort etnografisch verslag over de Krim-Tataren en zag de gruwelijke gevolgen van de Krimoorlog. Hij ontmoette daar de Fins/Russische plantkundige Christian von Steven en de Russische geograaf en etnograaf Pjotr Iwanowitsch Köppen (Peter von Köppen), lid van de Keizerlijke Academie van Wetenschappen in Sint-Petersburg.

### Onderzoek in Oost-Siberië
Op uitnodiging van het Russisch Geografisch Genootschap in Sint-Petersburg nam hij van 1855 tot 1859 deel aan een wetenschappelijke expeditie naar Oost-Siberië. Hij deed onderzoek in de omgeving van het Baikalmeer, in Daurië, het Amoergebied en het oostelijk deel van het Sajangebergte. Na vier jaar keerde hij terug met een grote verzameling gegevens en specimens. Hij besloot in 1860 om zich blijvend in Rusland te vestigen en kreeg een baan als conservator van het zoölogisch museum van de academie in Sint-Petersburg en ontving het Russische staatsburgerschap. In het zoölogisch museum bewerkte hij tussen 1860 en 1862 de resultaten van dit onderzoek. In die periode bezocht hij ook Finland dat toen een deel van Rusland was.

### Zijn onderzoek in de Kaukasus

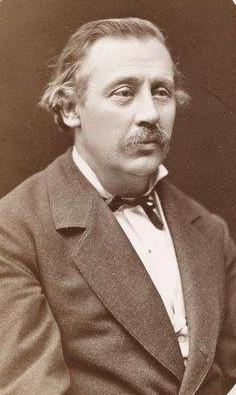
Gustav Radde, portret uit 1883

In 1862 begeleidde hij de Baltisch-Duitse natuuronderzoeker Karl Ernst von Baer naar Zuid-Rusland. In 1863 kreeg hij een baan aan het natuurkundig observatorium in Tiflis (Tbilisi, Georgië). Na het einde van de Kaukasusoorlog in 1864 overlegde hij aan de Russische overheid een nauwkeurig beschreven plan voor biologisch en geografisch onderzoek in het Kaukasusgebergte. Hij kreeg de opdracht dit zelf uit te voeren. In 1867 werd hij oprichter en eerste directeur van het Kaukasisch museum in Tbilisi. Hij behield deze functie tot aan zijn dood. In 1881 vond daar het vijfde Russische archeologencongres plaats en werd een uitbreiding van het museum officieel geopend in het bijzijn van talrijke Russische, Oostenrijkse en Duitse onderzoekers waaronder de Duitse medicus en volkenkundige Rudolf Virchow.
Zijn onderzoekreizen brachten hem in alle gebieden in Transkaukasië. Hij bereisde Armenië (in 1871), Dagestan, het Talyshgebergte in Perzië (1879–1880), Chevsoeretië, Abchazië, Toesjeti, het huidige Mtscheta-Mtianeti en Svanetië. In 1886 verbleef hij een half jaar tijdens een biologische expeditie in het gebied ten oosten van de Kaspische Zee in het grensgebied van Iran en Turkmenistan (de regio Khorasan). Hij bezocht Asjchabad, de bergketen Kopet-Dag en de oaseplaats Merv.

### Na 1890
Van 1890 tot 1891 voer hij mee met grootvorst Alexander Michajlovitsj van Rusland en diens broer Sergej op hun privéjacht Tamara langs India naar Japan (waar de grootvorst een beleefdheidsbezoek bracht). Twee jaar later was hij weer de natuuronderzoeker tijdens een reis door Noord-Afrika waar enkele leden van de keizerlijke familie aan deelnamen. Hij was ook enige tijd lid van de bestuursraad van de deelstaat Georgië.
Gustav Radde stierf in 1903 en werd in Bordzjomi aan de river de Koera begraven.

## Werk en nalatenschap
Radde publiceerde zowel in het Duits als in het Russisch. Hij was corresponderend lid van diverse wetenschappelijke verenigingen zoals het Berliner Gesellschaft für Anthropologie, Ethnologie und Urgeschichte, British Ornithologists' Union en de Zoological Society of London en lid van de Deutsche Akademie der Wissenschaften Leopoldina.
Hij beschreef vier soorten vogels en twee ondersoorten, waaronder Baers witoogeend (Aythya baeri) en Raddes boszanger (Phylloscopus schwarzi). Daarnaast zijn diverse planten en dieren door hem ontdekt, maar door anderen beschreven en naar hem vernoemd, zoals een kikker uit Mongolië (Strauchbufo raddei), een soort berk uit de Kaukasus (Betula raddeana), een klokje (Campanula raddeana) en een soort wilde kievitsbloem (Fritillaria raddeana) uit Midden-Azië. Er is ook een geslacht van paddenstoelen naar hem vernoemd: Raddetes (familie Bolbitiaceae).

### Publicaties (selectie)
- Reisen im Süden von Ostsibirien. 1862/63 Titelpagina
- Reisen im mingrelischen Hochgebirge. 1866
- Ethnographie der Krimtataren. 1874
- Vier Vorträge über den Kaukasus: Gehalten im Winter 1873/4 in den grösseren Städten Deutschlands. Perthes, Gotha 1874
- Chews'uren und ihr Land: Ein monographischer Versuch. Fischer, Cassel 1878
- Ornis caucasica. 1884 ff. Titelpagina
- Die Fauna und Flora des südwestlichen Kaspigebiets. 1886
- Reisen an der persisch-russischen Grenze: Talysch und seine Bewohner. Brockhaus, Leipzig 1886 Titelpagina
- Aus den Daghestanischen Hochalpen. 1887
- 23,000 miles on the yacht Tamara: A Journey of Their Imperial Highnesses, Grand Dukes Alexander and Sergei Mikhailovich in the years 1890-1891. Volume 1-2 (set), Leningrad, 1893 (Engelse vertaling uit het Russisch).
- Das Ostufer des Pontus und seine kulturelle Entwickelung im Verlaufe der letzten dreißig Jahre: vorläufiger Bericht über die Reisen im kolchischen Tieflande, Adsharien, am Ostufer des Schwarzen Meeres, am Unterlaufe des Kuban und über die Durchquerung der Hauptkette von Psebai nach Sotschi im Sommer 1893. Perthes, Gotha 1894 (met E. Koenig)
- Der Nordfuss des Dagestan und das vorlagernde Tiefland bis zur Kuma: Vorläufiger Bericht über die im Sommer 1894 ausgeführten Reisen. Perthes, Gotha 1894 (met E. Koenig)
- Wissenschaftliche Ergebnisse der im Jahre 1886 allerhöchst befohlenen Expedition nach Transkaspien und Nord-Chorassan. Perthes, Gotha 1898
- Grundzüge der Pflanzenverbreitung in den Kaukasusländern von der unteren Wolga über den Manytsch-Scheider bis zur Scheitelfläche Hocharmeniens. Engelmann, Leipzig 1899 (Gantner, Vaduz 1976) Titelpagina
- Die Sammlungen des kaukasischen Museums. Tiflis o. J. (1899-1902) titelpagina

- Bibsys: 43126
- Bibliothèque nationale de France: cb12328474z (data)
- Author citation (botany): Radde
- CiNii: DA07327097
- Stuttgart Database of Scientific Illustrators 1450–1950: 10132
- Gemeinsame Normdatei: 116322055
- International Standard Name Identifier: 0000 0000 8354 1320
- Library of Congress Control Number: n84108297
- Nationale Bibliotheek van Letland: 000343627
- Nationale Bibliotheek van Tsjechië: mub2013787575
- Nationale bibliotheek van Australië: 35047798
- Nationale Bibliotheek van Israël: 987007366660305171
- Nationale Bibliotheek van Polen: a0000003190116
- Nederlandse Thesaurus van Auteursnamen: 071196927
- Réseau des bibliothèques de Suisse occidentale: 02-A003722826
- SNAC: w6gb6mt3
- Système universitaire de documentation: 032209606
- Museum of New Zealand Te Papa Tongarewa: 73316
- Trove: 811419
- Virtual International Authority File: 7460812
- WorldCat: E39PBJqFJGgBqK8mMbwmgkmfMP